# Trilacuna aenobarba
Espèce
Synonymes
- Epectris aenobarbus Brignoli, 1978

Trilacuna aenobarba est une espèce d'araignées aranéomorphes de la famille des Oonopidae.

## Distribution
Cette espèce est endémique du Bhoutan.

## Description
Le mâle décrit par Grismado, Deeleman-Reinhold, Piacentini, Izquierdo et Ramírez en 2014 mesure 1,92 mm.

## Publication originale
- Brignoli, 1978 : Ergebnisse der Bhutan-Expedition 1972 des Naturhistorischen Museums in Basel. Araneae: Fam. Oonopidae, Agelenidae, Hahniidae und Mimetidae. Entomologica Basiliensia, vol. 3, p. 31-56.